# Strelica
Strelica (lat. Sagittaria), po vrstama najbrojniji rod listopadnih vodenih trajnica iz porodice žabočunovki raširenih po obje Amerike, Aziji, Africi i Europi.
Rodu pripada oko 40 vrsta., od kojih se S. lichuanensis vodi kao ugrožena. jedini predstavnik ovog roda koji raste u Hrvatskoj je S. sagittifolia ili obična strelica.

## Vrste
1. Sagittaria aginashi Makino
2. Sagittaria ambigua J.G.Sm.
3. Sagittaria australis (J.G.Sm.) Small
4. Sagittaria brevirostra Mack. & Bush
5. Sagittaria chapmanii (J.G.Sm.) C.Mohr
6. Sagittaria cristata Engelm.
7. Sagittaria cuneata E.Sheld.
8. Sagittaria demersa J.G.Sm.
9. Sagittaria engelmanniana J.G.Sm.
10. Sagittaria fasciculata E.O.Beal
11. Sagittaria filiformis J.G.Sm.
12. Sagittaria graminea Michx.
13. Sagittaria guayanensis Kunth
14. Sagittaria intermedia Micheli
15. Sagittaria isoetiformis J.G.Sm.
16. Sagittaria kurziana Glück
17. Sagittaria lancifolia L.
18. Sagittaria latifolia Willd.
19. Sagittaria lichuanensis J.K.Chen, X.Z.Sun & H.Q.Wang
20. Sagittaria longiloba Engelm. ex J.G.Sm.
21. Sagittaria macrocarpa J.G.Sm.
22. Sagittaria macrophylla Zucc.
23. Sagittaria montevidensis Cham. & Schltdl.
24. Sagittaria natans Pall.
25. Sagittaria papillosa Buchenau
26. Sagittaria planitiana G.Agostini
27. Sagittaria platyphylla (Engelm.) J.G.Sm.
28. Sagittaria potamogetifolia Merr.
29. Sagittaria pygmaea Miq.
30. Sagittaria rhombifolia Cham.
31. Sagittaria rigida Pursh
32. Sagittaria sagittifolia L.
33. Sagittaria sanfordii Greene
34. Sagittaria secundifolia Kral
35. Sagittaria siamaginashi Shiga & K.Itoh
36. Sagittaria spongiosa (Engelm.) Werier
37. Sagittaria sprucei Micheli
38. Sagittaria subulata (L.) Buchenau
39. Sagittaria tengtsungensis H.Li
40. Sagittaria teres S.Watson
41. Sagittaria trifolia L.
42. Sagittaria ×lunata C.D.Preston & Uotila